# Großer Bischofsweiher

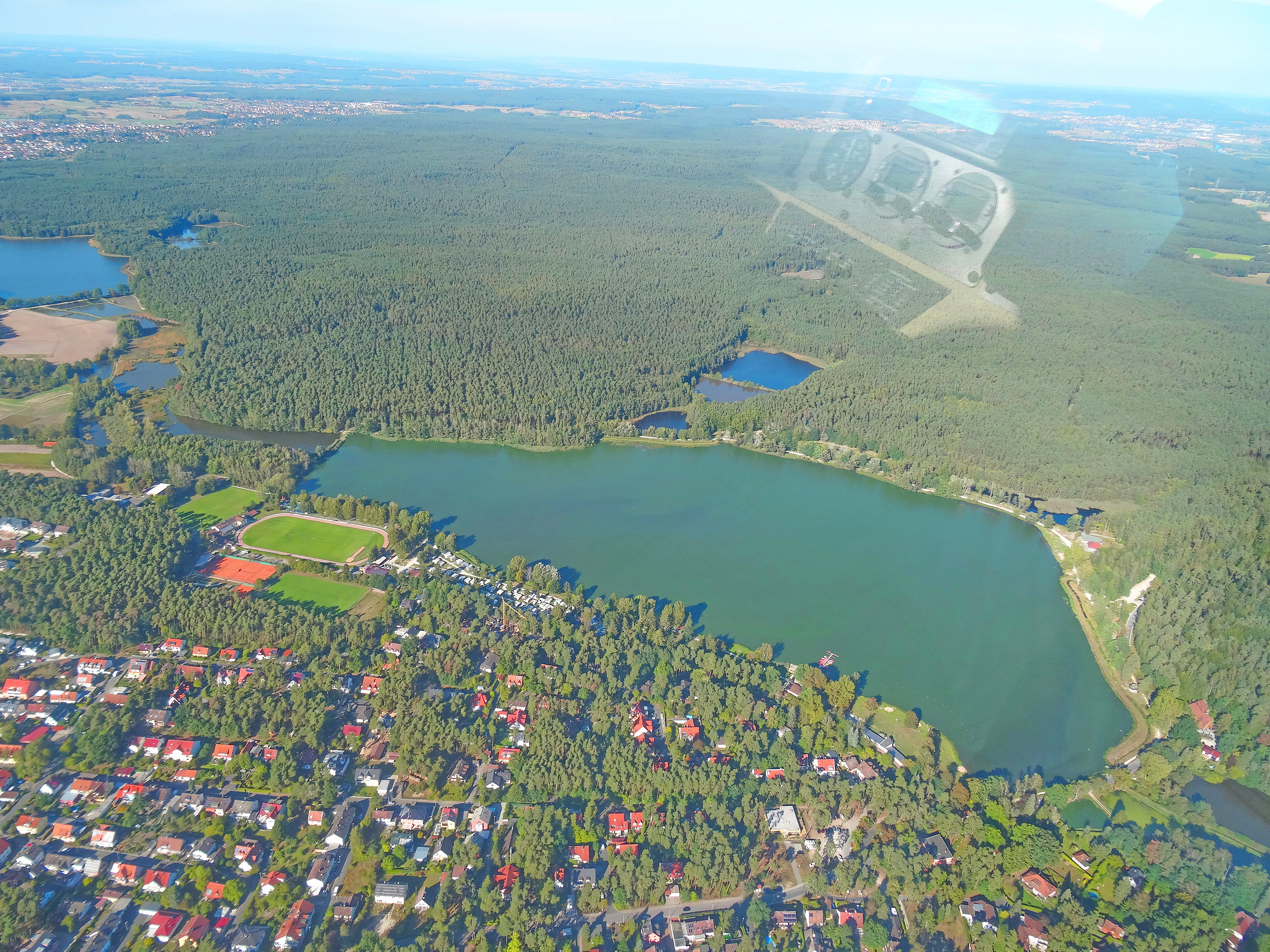
Der große Bischofsweiher in Erlangen-Dechsendorf von Süden nach Norden; unten ein Teil von Dechsendorf.

Der Große Bischofsweiher, auch Dechsendorfer Weiher genannt, liegt im Norden des Erlanger Stadtteils Dechsendorf. Der 0,35 Quadratkilometer große Weiher ist Teil eines Naherholungsgebietes und der größte einer ganzen Kette von rund 60 Karpfenweihern. Die Uferlänge des Sees beträgt 3,8 Kilometer.

## Nutzung
Der Weiher dient im Sommer zum Segeln, Surfen, Tretbootfahren und als Badesee, im Winter zum Schlittschuhlaufen und Eisstockschießen. Direkt am Ufer befindet sich ein Campingplatz.

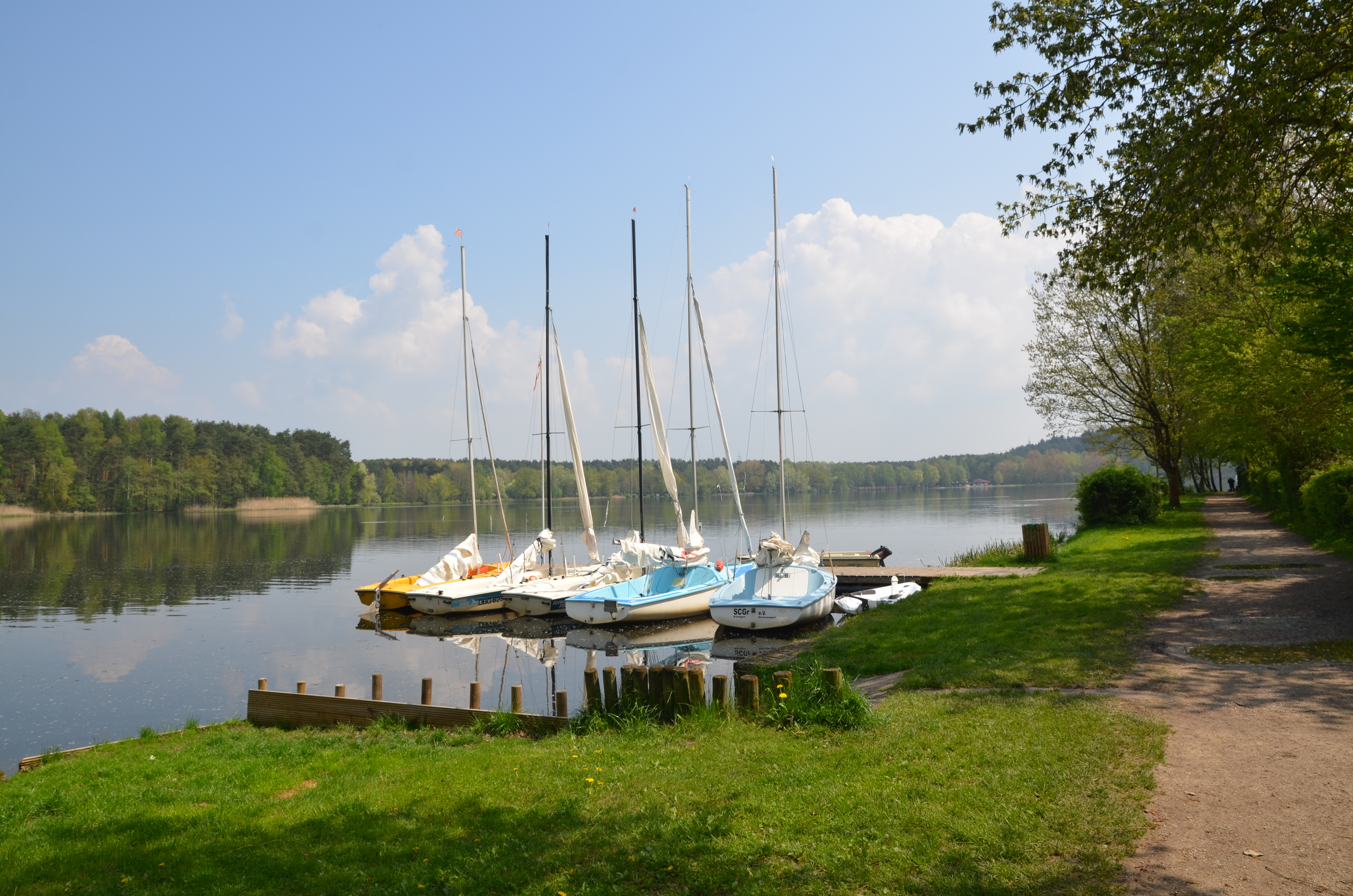
Segelboote auf dem Dechsendorfer Weiher (2012)

Auf der Badegewässerkarte der Stiftung Warentest, in der Zeitschrift test 6/2008, ist der Weiher rot eingetragen; d. h. Grenz- und Richtwerte wurden mehrmals überschritten. Mehrfach wie auch in der Badesaison 2007 gab es ein zeitlich begrenztes Badeverbot. In den Folgejahren traten wiederholt Probleme mit übermäßiger Algenentwicklung (Eutrophierung) auf.
Als Ursache der jahrelangen schlechten Wasserqualität wurde der Zulauf aus dem Röttenbach angesehen. In diesem wird das geklärte Wasser aus den Ortschaften Röttenbach und Hemhofen zugeleitet. Als Abhilfemaßnahme wird in gemeinschaftlicher Aktion der Bau eines Umlaufgrabens, wie er am oberen Kleinen Bischofsweiher bereits besteht, auch um den Großen Bischofsweiher angeregt. Im Februar 2014 begannen die Baumaßnahmen, um dort einen renaturierten Röttenbachumlauf herzustellen, der 2016 abgeschlossen wurde.
Obwohl das Wasser der Kläranlage Röttenbach den Werten, die vom Wasserwirtschaftsamt bis 2010 vorgegeben sind, (Starkregenereignisse ausgeschlossen) entspricht, ergibt sich durch ein sehr ungünstiges Mischungsverhältnis von Nitrat und Phosphat die schlechte Wasserqualität. Das Wasser des Röttenbaches durchfließt vor dem Großen Bischofsweiher zunächst zu 1/3 den oberen Kleinen Bischofsweiher, der biologisch intakt ist; anschließend fließt es durch mehrere Schilfweiher und mündet erst dann in den Großen Bischofsweiher.
Nachdem in Folge der Sanierungsmaßnahmen einige Badesaisons ohne Eutrophierung erreicht werden konnten, führte der außerordentlich trockene Sommer 2022 gegen Ende der Badesaison wieder zu einer Algenblüte.

## Geschichte

### Frühgeschichte
Im Umfeld des Großen Bischofsweihers befinden sich Begräbnisplätze vorgeschichtlicher Zeit mit Grabhügeln aus der Hallstattzeit und Nachbestattungen der Latènezeit.

### Mittelalter
Im Jahre 1504 wurde der Große Bischofsweiher vom Baiersdorfer Amtmann an den Bischof von Bamberg verkauft. Der Name des Karpfenweihers weist auf den mittelalterlichen Verkauf hin. Die Bamberger Bischöfe gliederten das Gewässer in ihren umfangreichen Weiherbesitz ein. Ein Seemeister wurde zur Bewirtschaftung des Weihers eingesetzt. Im Auebereich des Röttenbach wurden 1572 sumpfige Bereiche entwässert.

## Kultur
Seit 2003 wird alljährlich am Ufer die Open-Air-Veranstaltung Klassik am See durchgeführt. 2015 fand erstmals die Veranstaltung Jazz am See statt.
Die Erlanger Band J.B.O. hat 1996 ein Lied mit dem Titel Der weiße Hai im Dechsendorfer Weiher veröffentlicht.

## Schutzgebiete und Wasservögel
- Der Große Bischofsweiher sowie die südlich und westlich angrenzenden Landschaftsräume sind als Landschaftsschutzgebiet Dechsendorfer Weihergebiet mit einer Größe von 170 Hektar ausgewiesen.[13]
- Der benachbarte Kleine Bischofsweiher und die nördlichen Uferzonen des Großen Bischofsweiher sind als Europäisches Vogelschutzgebiet Aischgrund an die EU-Kommission gemeldet.[14]
- In dem gesamten Landschaftsraum sind viele verschiedene Wasservögel heimisch, teilweise auch seltene und exotische Arten. Dazu gehören unter anderem Blässhuhn, Teichhuhn, Stockente, Reiherente, Tafelente, Mandarinente, Brautente, Graugans, Nilgans, Höckerschwan, Schwarzschwan, Haubentaucher, Rohrdommel und Nachtreiher. Im Winter sind Gänsesäger, vereinzelt auch Zwergsäger und Mittelsäger zu Gast.